# 川上智子
川上 智子（かわかみ ともこ、1965年5月3日 - ）は、日本のマーケティング研究者。早稲田大学大学院経営管理研究科教授、早稲田大学マーケティング国際研究所所長、宝ホールディングス取締役。

## 人物・経歴
埼玉県立浦和第一女子高等学校、大阪府立茨木高等学校を経て、1988年大阪大学文学部卒業、ミノルタカメラ入社。1997年大阪大学大学院経済学研究科博士前期課程修了。2000年神戸大学大学院経営学研究科博士後期課程修了、博士（商学）。指導教員は石井淳蔵。
同年関西大学商学部専任講師。2002年同助教授。2009年同教授。2012年INSEADブルーオーシャン戦略研究所客員研究員。2013年ワシントン大学ビジネススクールフルブライト研究員、南洋理工大学アジア消費者インサイト研究所リサーチフェロー。
2015年早稲田大学大学院経営管理研究科教授。2016年早稲田大学総合研究機構早稲田ブルー・オーシャン戦略研究所幹事。2019年早稲田大学総合研究機構マーケティング国際研究所所長、宝ホールディングス取締役、公認会計士試験試験委員。

## 著作
- 『顧客志向の新製品開発 : マーケティングと技術のインタフェイス』有斐閣 2005年
- 『業創造のための実践ビジネスプラン : 「社会人基礎力」を鍛える』（徳常泰之, 岸谷和広と共編著）中央経済社 2009年
- 『実践ビジネスプラン : 事業創造の基礎力を鍛える』（徳常泰之, 長谷川伸と共編著）中央経済社 2015年